# Cimburgis Mazovská
Cimburgis Mazovská (též Cymburka; 1394/7 ? ve Varšavě – 28. září 1429 v Türnitz) byla rakouská vévodkyně, dcera plockého knížete Zemovíta IV. a Alexandry, sestry polského krále Vladislava II. Jagella. Pocházela z mazovské vedlejší větve polského královského rodu Piastovců. Byla provdána za rakouského vévodu Arnošta Železného z dynastie Habsburků.

## Piastovna rakouskou vévodkyní
Sňatek s rakouským vévodou Arnoštem byl uzavřen roku 1412 v Krakově. Arnošt se vydal do Polska v přestrojení. Podle rakouských kronikářů proto, aby viděl svoji budoucí manželku. Hlavním důvodem cesty však byla dohoda o spojenectví s Jagellem. Sňatek byl uzavřen bez vědomí Arnoštovy rodiny, Habsburkové Polákům zazlívali odmítnutí Arnoštova bratra Viléma jako nápadníka princezny Hedviky a uchazeče o polský trůn v roce 1386. Politický význam sňatku spočíval v udržování spojení mezi Habsburky a Polskem a ve společné obraně proti vzrůstající moci římského a uherského krále Zikmunda Lucemburského. Cimburgis se do složitých politických poměrů v Rakousku nijak nevměšovala.

## Rodina
Cimburgis byla podle kronikářů krásná a mimořádně silná žena. Říkalo se o ní, že dokázala zatloukat hřebíky holou rukou a lámat podkovy. Porodila Arnoštovi devět dětí. Byl mezi nimi i budoucí císař Fridrich III. V jeho potomcích pokračovala linie rodu, která později vládla ve střední Evropě a ve Španělsku. Cimburgis je proto nazývána (podobně jako Viridis Viscontiová) pramáti novodobých Habsburků.
Zemřela v Türnitz při poutní cestě do Mariazell a je pohřbena v klášterním kostele v Lilienfeldu v Dolních Rakousích.